# Wahlkreis Acerra (Camera dei deputati)
Der Wahlkreis Acerra war von 1993 bis 2005 und ist seit 2017 wieder ein Wahlkreis (italienisch collegio elettorale) für die Wahl der Abgeordnetenkammer.

## Von 1993 bis 2005

### Wahlkreisgebiet
Der Wahlkreis umfasste 5 Gemeinden (Acerra, Brusciano, Caivano, Crispano und Frattaminore).

### Wahlergebnisse

#### Parlamentswahl 1994

##### Direktstimmen
| Kandidaten               | Kandidaten                   | Parteien                                          | Stimmen | %    |
| ------------------------ | ---------------------------- | ------------------------------------------------- | ------- | ---- |
|                          | Michele Giardiellogewählt    | Progressisti                                      | 26.307  | 43,1 |
|                          | Domenico Falco               | Polo del Buon Governo (FI – AN – CCD – UdC – PLD) | 23.525  | 38,5 |
|                          | Alessandro Maria Nicchiarico | Patto per l’Italia                                | 6.073   | 9,9  |
|                          | Domenico Montanino           | Unione Cristiani e Riformisti                     | 4.075   | 6,7  |
|                          | Angelo Manna                 | Unione Mediterranea                               | 1.084   | 1,8  |
| Gesamt                   | Gesamt                       | Gesamt                                            | 61.064  | 100  |
|                          |                              |                                                   |         |      |
| Ungültige Stimmen        | Ungültige Stimmen            | Ungültige Stimmen                                 | 7.037   | 10,3 |
| Wähler                   | Wähler                       | Wähler                                            | 68.101  | 79,5 |
| Wahlberechtigte          | Wahlberechtigte              | Wahlberechtigte                                   | 85.608  |      |
|                          |                              |                                                   |         |      |
| Quelle: Innenministerium |                              |                                                   |         |      |

##### Listenstimmen
| Parteien                             | Parteien                      | Parteien                           | Stimmen | %    |
| ------------------------------------ | ----------------------------- | ---------------------------------- | ------- | ---- |
|                                      | Progressisti                  | Partito Democratico della Sinistra | 14.172  | 23,3 |
| Partito della Rifondazione Comunista | Progressisti                  | 7.155                              | 11,8    |      |
| Partito Socialista Italiano          | Progressisti                  | 1.618                              | 2,7     |      |
| Federazione dei Verdi                | Progressisti                  | 1.471                              | 2,4     |      |
| La Rete                              | Progressisti                  | 703                                | 1,2     |      |
| Alleanza Democratica                 | Progressisti                  | 531                                | 0,9     |      |
| Rinascita Socialista                 | Progressisti                  | 331                                | 0,5     |      |
| ↳ Gesamt                             | Progressisti                  | 25.981                             | 42,7    |      |
|                                      | Polo del Buon Governo         | Forza Italia                       | 13.092  | 21,5 |
| Alleanza Nazionale                   | Polo del Buon Governo         | 10.257                             | 16,9    |      |
| ↳ Gesamt                             | Polo del Buon Governo         | 23.349                             | 38,4    |      |
|                                      | Patto per l’Italia            | Partito Popolare Italiano          | 3.798   | 6,2  |
| Patto Segni                          | Patto per l’Italia            | 3.014                              | 5,0     |      |
| ↳ Gesamt                             | Patto per l’Italia            | 6.812                              | 11,2    |      |
|                                      | Lista Marco Pannella          | Lista Marco Pannella               | 1.646   | 2,7  |
|                                      | Unione Cristiani e Riformisti | Unione Cristiani e Riformisti      | 1.279   | 2,1  |
|                                      | Programma Italia              | Programma Italia                   | 1.057   | 1,7  |
|                                      | Alleanza Meridionale          | Alleanza Meridionale               | 436     | 0,7  |
|                                      | L’Arca                        | L’Arca                             | 184     | 0,3  |
|                                      | Democrazia e Rinnovamento     | Democrazia e Rinnovamento          | 90      | 0,1  |
| Gesamt                               | Gesamt                        | Gesamt                             | 60.834  | 100  |
|                                      |                               |                                    |         |      |
| Ungültige Stimmen                    | Ungültige Stimmen             | Ungültige Stimmen                  | 7.266   | 10,7 |
| Wähler                               | Wähler                        | Wähler                             | 68.100  | 79,5 |
| Wahlberechtigte                      | Wahlberechtigte               | Wahlberechtigte                    | 85.608  |      |
|                                      |                               |                                    |         |      |
| Quelle: Innenministerium             |                               |                                    |         |      |

#### Parlamentswahl 1996

##### Direktstimmen
| Kandidaten               | Kandidaten                | Parteien            | Stimmen | %    |
| ------------------------ | ------------------------- | ------------------- | ------- | ---- |
|                          | Michele Giardiellogewählt | L’Ulivo             | 32.528  | 53,6 |
|                          | Raffaele Marzano          | Polo per le Libertà | 25.462  | 41,9 |
|                          | Renato Crimaldi           | Fiamma Tricolore    | 2.750   | 4,5  |
| Gesamt                   | Gesamt                    | Gesamt              | 60.740  | 100  |
|                          |                           |                     |         |      |
| Ungültige Stimmen        | Ungültige Stimmen         | Ungültige Stimmen   | 6.047   | 9,1  |
| Wähler                   | Wähler                    | Wähler              | 66.787  | 75,1 |
| Wahlberechtigte          | Wahlberechtigte           | Wahlberechtigte     | 88.884  |      |
|                          |                           |                     |         |      |
| Quelle: Innenministerium |                           |                     |         |      |

##### Listenstimmen
| Parteien                                          | Parteien                             | Parteien                             | Stimmen | %    |
| ------------------------------------------------- | ------------------------------------ | ------------------------------------ | ------- | ---- |
|                                                   | Polo per le Libertà                  | Forza Italia                         | 15.790  | 26,4 |
| Alleanza Nazionale                                | Polo per le Libertà                  | 8.682                                | 14,5    |      |
| CCD – CDU                                         | Polo per le Libertà                  | 3.134                                | 5,2     |      |
| ↳ Gesamt                                          | Polo per le Libertà                  | 27.606                               | 46,2    |      |
|                                                   | L’Ulivo                              | Partito Democratico della Sinistra   | 14.597  | 24,4 |
| Popolari per Prodi (PPI – SVP – PRI – UD – Prodi) | L’Ulivo                              | 4.140                                | 6,9     |      |
| Rinnovamento Italiano                             | L’Ulivo                              | 2.096                                | 3,5     |      |
| Federazione dei Verdi                             | L’Ulivo                              | 1.246                                | 2,1     |      |
| ↳ Gesamt                                          | L’Ulivo                              | 22.079                               | 36,9    |      |
|                                                   | Partito della Rifondazione Comunista | Partito della Rifondazione Comunista | 7.406   | 12,4 |
|                                                   | Fiamma Tricolore                     | Fiamma Tricolore                     | 1.292   | 2,2  |
|                                                   | Lista Pannella – Sgarbi              | Lista Pannella – Sgarbi              | 629     | 1,1  |
|                                                   | Partito Socialista                   | Partito Socialista                   | 514     | 0,9  |
|                                                   | Democrazia Sociale                   | Democrazia Sociale                   | 184     | 0,3  |
|                                                   | Sviluppo e Legalità                  | Sviluppo e Legalità                  | 100     | 0,2  |
| Gesamt                                            | Gesamt                               | Gesamt                               | 59.810  | 100  |
|                                                   |                                      |                                      |         |      |
| Ungültige Stimmen                                 | Ungültige Stimmen                    | Ungültige Stimmen                    | 6.977   | 10,4 |
| Wähler                                            | Wähler                               | Wähler                               | 66.787  | 75,1 |
| Wahlberechtigte                                   | Wahlberechtigte                      | Wahlberechtigte                      | 88.884  |      |
|                                                   |                                      |                                      |         |      |
| Quelle: Innenministerium                          |                                      |                                      |         |      |

#### Parlamentswahl 2001

##### Direktstimmen
| Kandidaten               | Kandidaten             | Parteien           | Stimmen | %    |
| ------------------------ | ---------------------- | ------------------ | ------- | ---- |
|                          | Antonio Capuanogewählt | Casa delle Libertà | 30.671  | 45,4 |
|                          | Michele Giardiello     | L’Ulivo            | 27.588  | 40,9 |
|                          | Vincenzo Falco         | Lista Di Pietro    | 4.579   | 6,8  |
|                          | Vincenzo Cennamo       | Democrazia Europea | 3.474   | 5,1  |
|                          | Marina Montone         | Lista Emma Bonino  | 1.197   | 1,8  |
| Gesamt                   | Gesamt                 | Gesamt             | 67.509  | 100  |
|                          |                        |                    |         |      |
| Ungültige Stimmen        | Ungültige Stimmen      | Ungültige Stimmen  | 9.195   | 12,0 |
| Wähler                   | Wähler                 | Wähler             | 76.704  | 80,7 |
| Wahlberechtigte          | Wahlberechtigte        | Wahlberechtigte    | 95.071  |      |
|                          |                        |                    |         |      |
| Quelle: Innenministerium |                        |                    |         |      |

##### Listenstimmen
| Parteien                               | Parteien                             | Parteien                             | Stimmen | %    |
| -------------------------------------- | ------------------------------------ | ------------------------------------ | ------- | ---- |
|                                        | Casa delle Libertà                   | Forza Italia                         | 25.304  | 37,9 |
| Alleanza Nazionale                     | Casa delle Libertà                   | 6.484                                | 9,7     |      |
| CCD – CDU                              | Casa delle Libertà                   | 1.237                                | 1,9     |      |
| Nuovo PSI                              | Casa delle Libertà                   | 797                                  | 1,2     |      |
| ↳ Gesamt                               | Casa delle Libertà                   | 33.822                               | 50,6    |      |
|                                        | L’Ulivo                              | Democratici di Sinistra              | 10.130  | 15,2 |
| La Margherita (Dem – PPI – RI – Udeur) | L’Ulivo                              | 6.594                                | 9,9     |      |
| Il Girasole (FdV – SDI)                | L’Ulivo                              | 3.408                                | 5,1     |      |
| Partito dei Comunisti Italiani         | L’Ulivo                              | 1.868                                | 2,8     |      |
| ↳ Gesamt                               | L’Ulivo                              | 22.000                               | 32,9    |      |
|                                        | Partito della Rifondazione Comunista | Partito della Rifondazione Comunista | 4.312   | 6,5  |
|                                        | Lista Di Pietro                      | Lista Di Pietro                      | 2.915   | 4,4  |
|                                        | Democrazia Europea                   | Democrazia Europea                   | 2.107   | 3,2  |
|                                        | Lista Emma Bonino                    | Lista Emma Bonino                    | 791     | 1,2  |
|                                        | Fiamma Tricolore                     | Fiamma Tricolore                     | 448     | 0,7  |
|                                        | Abolizione Scorporo                  | Abolizione Scorporo                  | 179     | 0,3  |
|                                        | Forza Nuova                          | Forza Nuova                          | 138     | 0,2  |
|                                        | Paese Nuovo                          | Paese Nuovo                          | 97      | 0,1  |
| Gesamt                                 | Gesamt                               | Gesamt                               | 66.809  | 100  |
|                                        |                                      |                                      |         |      |
| Ungültige Stimmen                      | Ungültige Stimmen                    | Ungültige Stimmen                    | 9.896   | 12,9 |
| Wähler                                 | Wähler                               | Wähler                               | 76.705  | 80,7 |
| Wahlberechtigte                        | Wahlberechtigte                      | Wahlberechtigte                      | 95.071  |      |
|                                        |                                      |                                      |         |      |
| Quelle: Innenministerium               |                                      |                                      |         |      |

## Von 2017 bis 2020

### Wahlkreisgebiet
Der Wahlkreis umfasste Gemeinden: 

### Wahlergebnisse

#### Parlamentswahl 2018
| Kandidaten               | Kandidaten           | Stimmen | %    | Listen                                      | Stimmen | %    |
| ------------------------ | -------------------- | ------- | ---- | ------------------------------------------- | ------- | ---- |
|                          | Luigi Di Maiogewählt | 95.219  | 63,4 | Movimento 5 Stelle                          | 95.219  | 63,4 |
|                          | Vittorio Sgarbi      | 30.596  | 20,4 | Forza Italia                                | 23.064  | 15,4 |
| Lega                     | Vittorio Sgarbi      | 30.596  | 20,4 | 3.252                                       | 2,2     |      |
| Fratelli d’Italia        | Vittorio Sgarbi      | 30.596  | 20,4 | 2.901                                       | 1,9     |      |
| Noi con l’Italia – UDC   | Vittorio Sgarbi      | 30.596  | 20,4 | 1.379                                       | 0,9     |      |
|                          | Antonio Falcone      | 18.018  | 12,0 | Partito Democratico                         | 16.148  | 10,8 |
| +Europa                  | Antonio Falcone      | 18.018  | 12,0 | 1.051                                       | 0,7     |      |
| Civica Popolare          | Antonio Falcone      | 18.018  | 12,0 | 508                                         | 0,3     |      |
| Italia Europa Insieme    | Antonio Falcone      | 18.018  | 12,0 | 311                                         | 0,2     |      |
|                          | Vincenza Iasevoli    | 2.793   | 1,9  | Liberi e Uguali                             | 2.793   | 1,9  |
|                          | Giacomo La Marca     | 2.006   | 1,3  | Potere al Popolo!                           | 2.006   | 1,3  |
|                          | Gabriele Esposito    | 501     | 0,3  | CasaPound Italia                            | 501     | 0,3  |
|                          | Gabriella Marotta    | 462     | 0,3  | Il Popolo della Famiglia                    | 462     | 0,3  |
|                          | Giovanni Acunzo      | 340     | 0,2  | Italia agli Italiani (FT – FN)              | 340     | 0,2  |
|                          | Domenico Loffredo    | 213     | 0,1  | Per una Sinistra Rivoluzionaria (SCR – PCL) | 213     | 0,1  |
| Gesamt                   | Gesamt               | 150.148 | 100  |                                             | 150.148 | 100  |
|                          |                      |         |      |                                             |         |      |
| Ungültige Stimmen        | Ungültige Stimmen    | 3.380   | 2,2  |                                             |         |      |
| Wähler                   | Wähler               | 153.528 | 69,9 |                                             |         |      |
| Wahlberechtigte          | Wahlberechtigte      | 219.678 |      |                                             |         |      |
|                          |                      |         |      |                                             |         |      |
| Quelle: Innenministerium |                      |         |      |                                             |         |      |

## Seit 2020

### Wahlkreisgebiet
| Wahlkreise – Camera dei deputati – Kampanien | Wahlkreise – Camera dei deputati – Kampanien | Wahlkreise – Camera dei deputati – Kampanien |
| Provinz                                      | Provinz                                      | Gemeinden nach Provinzen ⮞ Wahlkreis |
| -------------------------------------------- | -------------------------------------------- | --- |
|                                              | Metropolitanstadt Neapel (92 Gemeinden)      | Teil Neapels ⮞ Wahlkreis Neapel – Fuorigrotta Teil Neapels ⮞ Wahlkreis Neapel – San Carlo all’Arena 13 ⮞ Wahlkreis Acerra 14 ⮞ Wahlkreis Casoria 16 ⮞ Wahlkreis Giugliano in Campania 28 ⮞ Wahlkreis Somma Vesuviana 20 ⮞ Wahlkreis Torre del Greco |
|                                              | Provinz Avellino (118 Gemeinden)             | alle ⮞ Wahlkreis Avellino |
|                                              | Provinz Benevento (78 Gemeinden)             | alle ⮞ Wahlkreis Benevento |
|                                              | Provinz Caserta (104 Gemeinden)              | 24 ⮞ Wahlkreis Caserta 52 ⮞ Wahlkreis Aversa 28 ⮞ Wahlkreis Benevento |
|                                              | Provinz Salerno (158 Gemeinden)              | 20 ⮞ Wahlkreis Salerno 112 ⮞ Wahlkreis Eboli 26 ⮞ Wahlkreis Scafati |

Der Wahlkreis umfasst 13 Gemeinden der Metropolitanstadt Neapel.

### Wahlergebnisse

#### Parlamentswahl 2022
| Kandidaten                          | Kandidaten                | Stimmen | %    | Listen                                                  | Stimmen | %    |
| ----------------------------------- | ------------------------- | ------- | ---- | ------------------------------------------------------- | ------- | ---- |
|                                     | Carmela Auriemmagewählt   | 72.694  | 43,7 | Movimento 5 Stelle                                      | 72.694  | 43,7 |
|                                     | Paolo Siani               | 39.283  | 23,6 | Partito Democratico – Italia Democratica e Progressista | 26.973  | 16,2 |
| Alleanza Verdi e Sinistra           | Paolo Siani               | 39.283  | 23,6 | 4.878                                                   | 2,9     |      |
| Impegno Civico – Centro Democratico | Paolo Siani               | 39.283  | 23,6 | 4.525                                                   | 2,7     |      |
| +Europa                             | Paolo Siani               | 39.283  | 23,6 | 2.907                                                   | 1,7     |      |
|                                     | Maria Concetta Donnarumma | 39.175  | 23,6 | Fratelli d’Italia                                       | 19.719  | 11,9 |
| Forza Italia                        | Maria Concetta Donnarumma | 39.175  | 23,6 | 14.081                                                  | 8,5     |      |
| Lega per Salvini Premier            | Maria Concetta Donnarumma | 39.175  | 23,6 | 4.339                                                   | 2,6     |      |
| Noi Moderati                        | Maria Concetta Donnarumma | 39.175  | 23,6 | 1.036                                                   | 0,6     |      |
|                                     | Vincenzo Romano           | 8.606   | 5,2  | Azione – Italia Viva                                    | 8.606   | 5,2  |
|                                     | Carmela Cantone           | 3.515   | 2,1  | Unione Popolare                                         | 3.515   | 2,1  |
|                                     | Giuseppina Abate          | 1.663   | 1,0  | Italexit per l’Italia                                   | 1.663   | 1,0  |
|                                     | Lucia Barone              | 1.076   | 0,6  | Italia Sovrana e Popolare                               | 1.076   | 0,6  |
|                                     | Rosa Erminia Fienga       | 331     | 0,2  | Noi di Centro – Europeisti                              | 331     | 0,2  |
| Gesamt                              | Gesamt                    | 166.343 | 100  |                                                         | 166.343 | 100  |
|                                     |                           |         |      |                                                         |         |      |
| Ungültige Stimmen                   | Ungültige Stimmen         | 5.444   | 3,2  |                                                         |         |      |
| Wähler                              | Wähler                    | 171.787 | 53,5 |                                                         |         |      |
| Wahlberechtigte                     | Wahlberechtigte           | 320.905 |      |                                                         |         |      |
|                                     |                           |         |      |                                                         |         |      |
| Quelle: Innenministerium            |                           |         |      |                                                         |         |      |